# Långholmen-Käringö naturreservat
Långholmen-Käringö naturreservat är ett naturreservat i Norrtälje kommun i Stockholms län.
Området är naturskyddat sedan 2020 och är 133 hektar stort. Reservatet omfattar de två öarna med kringliggande vatten. Reservatet består av blandskogen med ädellövträd.